# Jeffrey Nape
Jeffrey Nape, född 1964, död 8 juli 2016 i Port Moresby, var tillförordnad generalguvernör i Papua Nya Guinea 28 maj–29 juni 2004. Han tjänstgjorde sedan som talman i parlamentet. I december 2010 blev han åter tillförordnad generalguvernör under några dagar.